# Kościół Wszystkich Świętych w Orchowie
Kościół Wszystkich Świętych w Orchowie – rzymskokatolicki kościół parafialny mieszczący się we wsi Orchowo, w województwie wielkopolskim, przy ulicy Księdza Nikodema Siega. 

## Historia

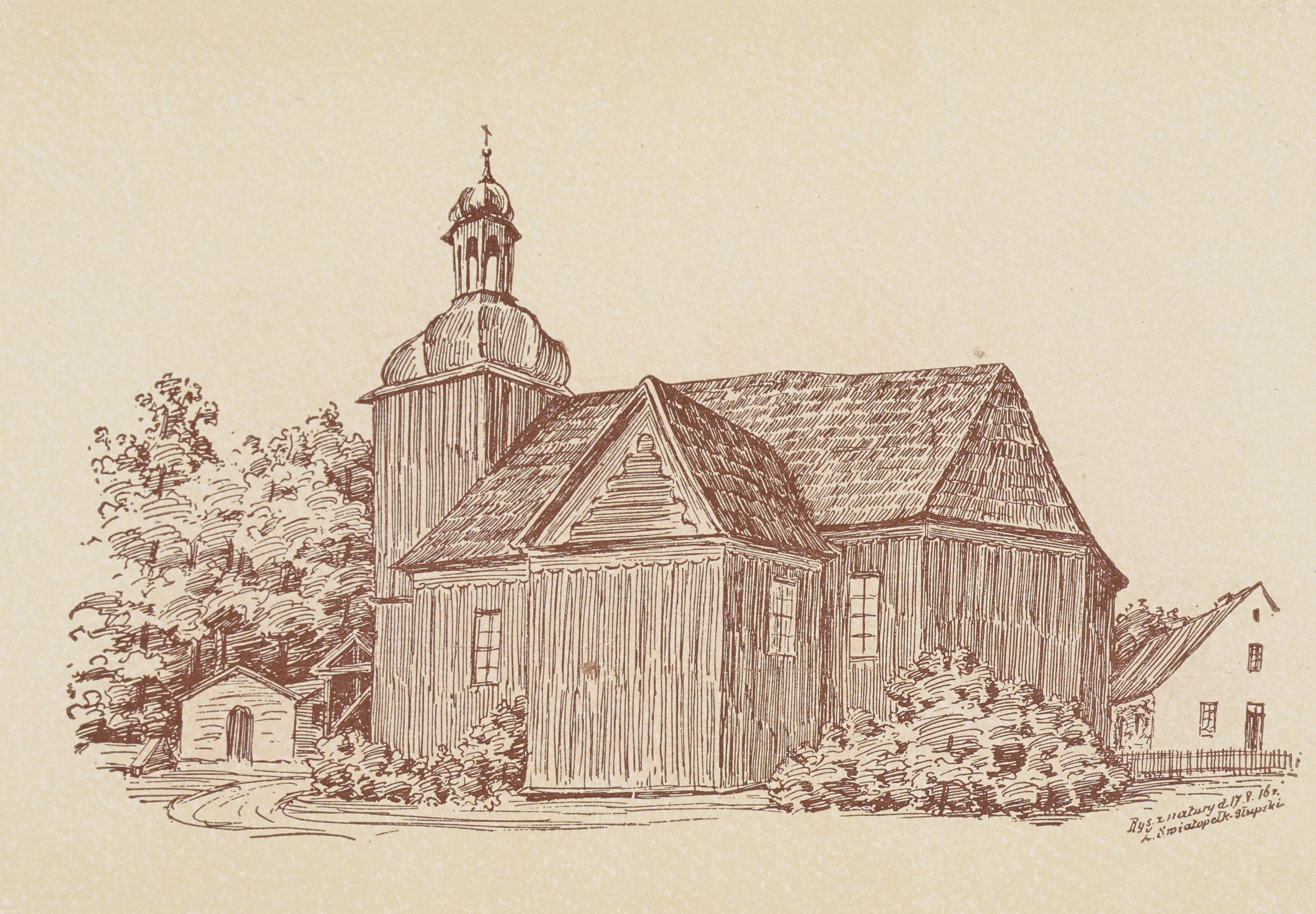
Kościół – 1917 rok

Wybudowany w południowej części wsi, dawnej oddzielnej jednostce osadniczej zwanej Orchówkiem, w latach 1789–1792, dzięki staraniom księdza Ignacego Gułkowskiego, ufundowany przez Petronelę z Gałczyńskich Mlicką. Restaurowany w latach 1997–2002.

## Budowa i wyposażenie

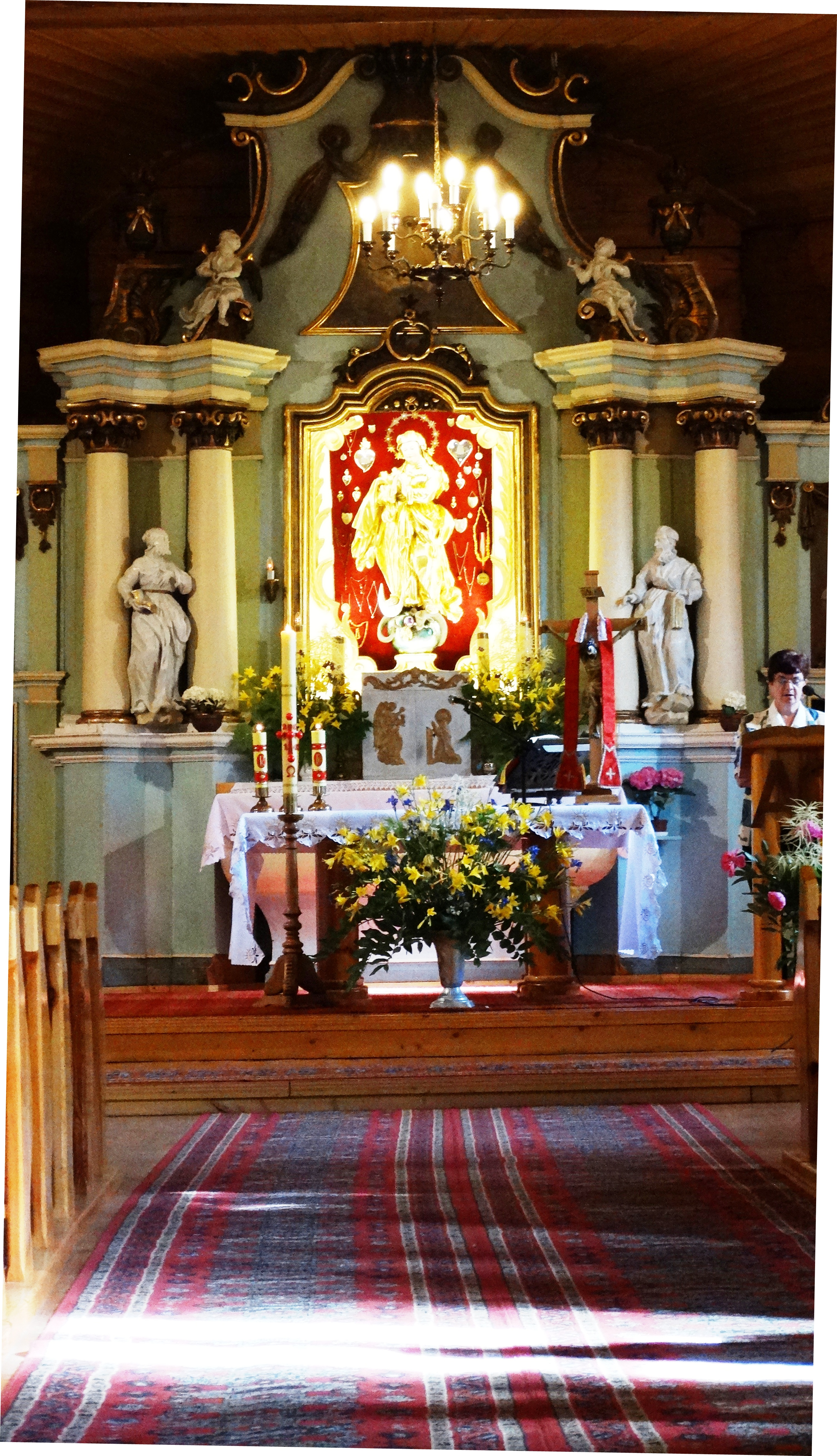
Wnętrze świątyni - ołtarz

Budowla drewniana, posiada konstrukcję zrębową, orientowana, salowa. Symetrycznie z lewej i prawej strony nawy są umieszczone zakrystia i kaplica św. Józefa. W zakrystii znajduje się drewniany krucyfiks dłuta Józefa Glanca - przedwojennego kujawskiego rzeźbiarza ludowego. Wieża ma kształt kwadratowy, posiada konstrukcję słupowo-ramową. Jest pokryta dużym hełmem baniastym z latarnią, wykonanym z blachy. Dach ma jedną kalenicę, jest pokryty gontem. We wnętrzu mieści się płaski strop. Chór muzyczny jest podparty przez cztery słupy. Posiada parapet wklęsło – wypukły. Wyposażenie świątyni w stylu rokokowym i klasycystycznym z przełomu XVIII i XIX w.: ołtarz główny, dwa boczne i czwarty w kaplicy z barokowymi figurami, dwa konfesjonały, ambona i kropielnica.

## Otoczenie
Przy kościele znajdują się stare nagrobki:
- ks. Nikodema Siega (1834–1897), proboszcza orchowskiego w latach 1860–1895, działacza społecznego i gospodarczego, założyciela Włościańskiego Kółka Rolniczego w Orchowie (1866),
- Waleryana Kucharskiego (19 lat), powstańca styczniowego, zmarłego 30 maja 1863 z ran odniesionych w bitwie pod Olszową (22 marca 1863)[2][1].

Ponadto przy kościele posadzono dąb św. Jana Pawła II, poświęcony 18 maja 2014, w 94 rocznicę urodzin papieża.